# Manole Giani Ruset
Manole Giani Ruset (n. 1715, Constantinopol, Imperiul Otoman – d. 8 martie 1794, Herson, Viceregatul Ekaterinoslav, Imperiul Rus) a fost un domn fanariot în Țara Românească: mai 1770 - octombrie 1771 și în Moldova: 11 mai 1788 - octombrie 1788.

## Cele două domnii
S-a născut la Constantinopol și era fiul Eufrosinei Rosetti și al unui preot numit Giani (Geani). Se pare că a fost căsătorit cu Ralița, sora lui Grigore Ghica (decapitatul) și că ar fi avut o fiică, Smaranda.
Ajunge serdar de Chișinău în 1755, vel serdar în 1756, spătar și capuchehaia al domnitorului Scarlat Ghica în 1757, vel postelnic în 1760, spătar și serdar de Orhei în 1765 și serdar din nou, în 1769 la București, este numit de către Grigore al III-lea Ghica în funcția de caimacam al Craiovei. Apărând Oltenia în 1770, pe timpul războiului ruso-turc (1768–1774), este numit de turci domn al Țării Românești. Rămâne în Oltenia, dând mai multe acte din Craiova.  La evacuarea Bucureștiului din cauza rușilor în iunie 1770, este chemat de episcopul de Buzău în acel loc, pentru a asigura ordine și liniștea.  Ajutat de turci ocupă Bucureștiul în luna iunie, și îi împiedică pe aceștia să jefuiască țara.  Rușii revin și îi înving pe turci la Colentina la 24 noiembrie 1770, astfel încât, Ruset se întoarce în Oltenia, de unde este în scurt timp alungat de ruși și silit să caute adăpost în Transilvania.  De aici pleacă la Vidin, iar de acolo la Babadag, unde este chemat de vizir.  Este respins de două ori de ruși, însă reușește în cele din urmă să ocupe Craiova și Oltenia în mai - iunie 1771, după ce a trecut Dunărea pe la Vidin.  Stă pe tron în Craiova, până în octombrie 1771, când este silit de situația militară generală să treacă în Banat.  În martie 1772, Ruset, pleacă din Banat prin Mehadia și Vidin la Nicopole, unde a stat până la încheierea păcii.  Deși nu mai era domn, a continut să elibereze acte până în 1774.  A plecat apoi la Constantinopol, unde a făcut intrigi împotriva domnilor din Moldova și Țara Românească, ceea ce a dus la exilarea sa în 1776 la Naxos, de unde nu a mai fost rechemat decât în 1781.

La 18 mai 1788 este numit de turci domn în Moldova și însărcinat ca împreună cu Nicolae Mavrogheni, cu turcii și tătarii să-i alunge pe austrieci și ruși.  Cheamă țara la arme în iunie 1788, dar nu este ascultat.  Totuși participă la câteva lupte din vara  anului 1788.  Din cauza unei neînțelegeri cu turcii, trece la ruși cu o mică trupă.  Aceștia îl trimit la Herson și-i fac o mică pensie.  A murit în 1789 și este înmormântat lângă catedrala din Herson.

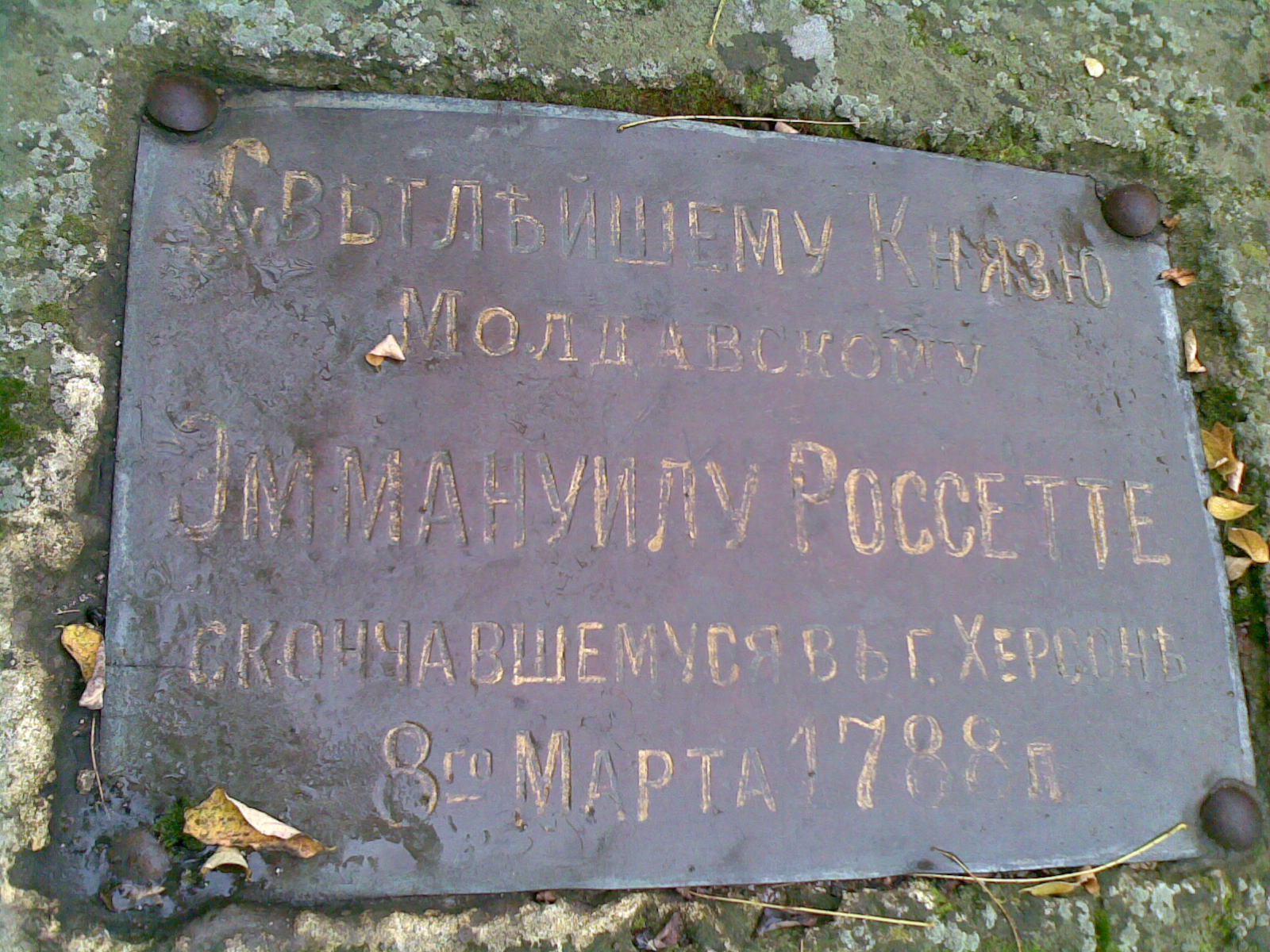
Placa memorială de pe mormântul din Herson